# Denis Crouan
Pour les autres membres de la famille, voir Famille Crouan.
René-Denis Crouan, né le 14 août 1806 à Brest et mort le 27 novembre 1891 à Nantes, est un négociant et armateur nantais du XIXe siècle.

## Biographie
Denis Crouan est le fils de Jean-Jacques Crouan, maître chandelier, marchand-fabricant de chandelle à Brest puis à Nantes, et de Renée Medaille. Il est le cousin germain d'Hippolyte-Marie Crouan et de Pierre-Louis Crouan,.
Il succède à son frère aîné, Étienne-Prudent (1800-1885), consul de France à Belém dans la province du Pará (Brésil), à la direction du comptoir commercial que ce dernier avait créé dans cette même ville en 1817. Denis devient armateur à Nantes et fonde en 1825 la maison « Crouan et Cie » au Pará, la plus ancienne maison française d'importation et d'exploitation au Brésil et qui restera longtemps la plus importante maison française du Pará. Elle fait le négoce de cacao du Pará et de sucre des Antilles, entre autres pour les chocolateries Menier. Au début du XXe siècle, les quatre-vingts pour cent du cacao produit en Amazonie étaient importés en France par l'intermédiaire de la « maison Crouan ». Sur place, il associe à sa maison de négoce le capitaine de navire Donatien Barrau, qui deviendra président de la Chambre de commerce de Belém. Il importe également du bois d'Itauba. Il crée une succursale à Saint-Denis (La Réunion).

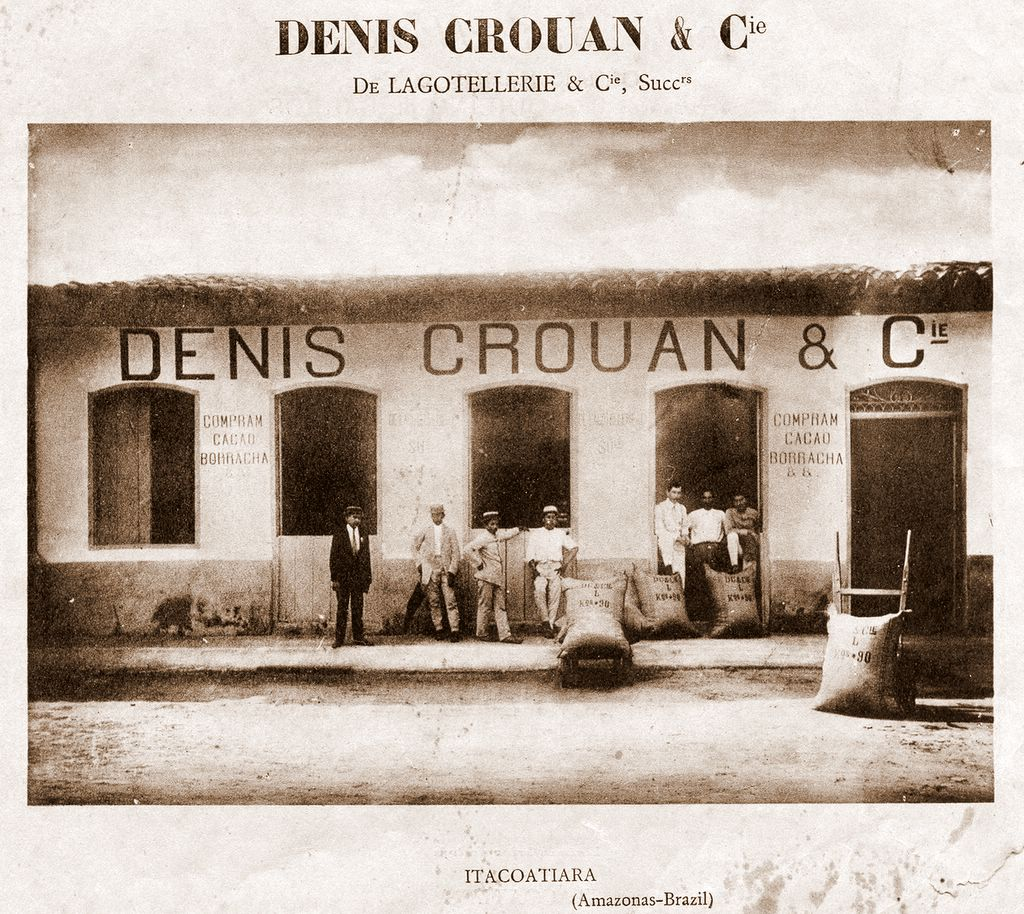
Bâtiments de la société « Denis Crouan & Cie », à Itacoatiara (Brésil).
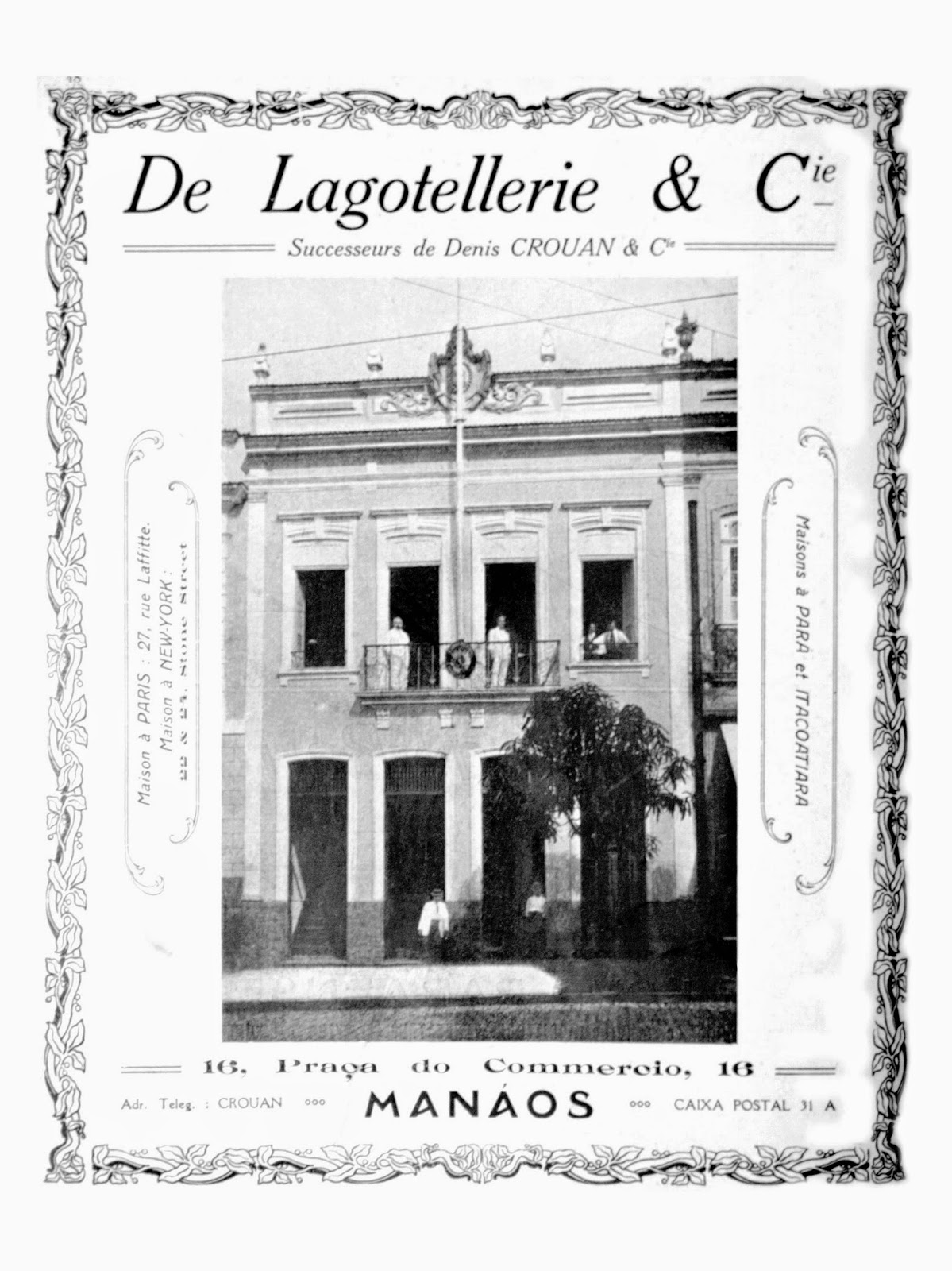
Bâtiments de la société « De Lagotellerie & Cie » (anciennement « Denis Crouan & Cie »), à Manaos (Brésil).
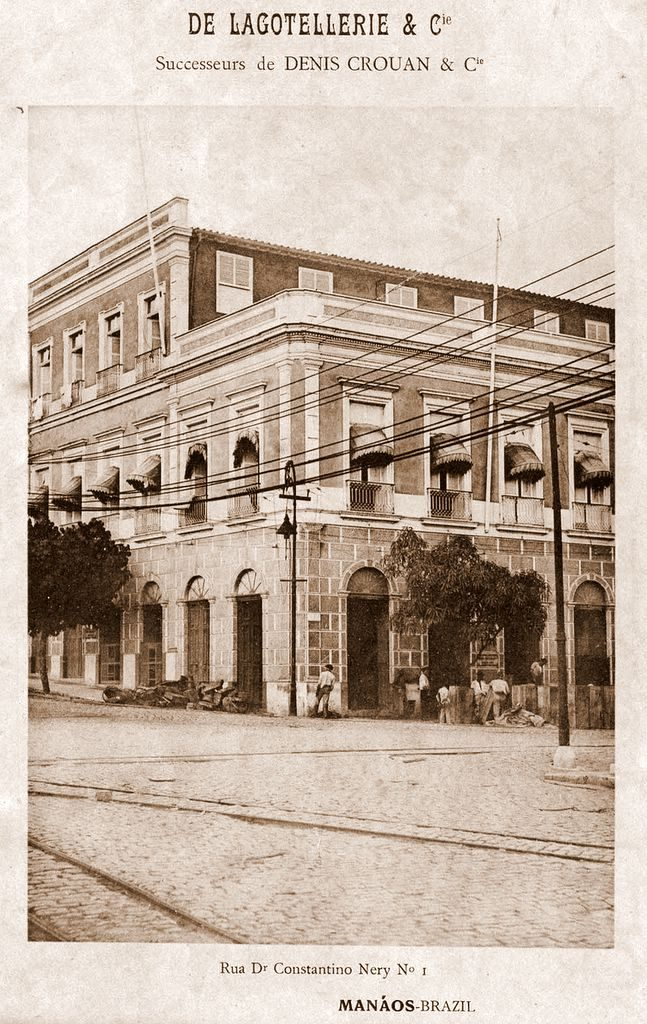
Bâtiments de la société « De Lagotellerie & Cie » (anciennement « Denis Crouan & Cie »), à Manaos (Brésil).

Il est le représentant au Pará des maisons « Heilbuth, Symons et Co » et « Hecht, Lewis & Kahn », de Londres.
Il devient agent consulaire au Pará et consul de France au Brésil.
En 1835, il reçoit la Légion d'honneur en récompense de sa conduite durant les troubles qui ont touché le Pará au mois de février de la même année.
Il possède également entre autres deux lignes de vapeurs et la Postale du Canada. 
En 1840, il épouse Amélie Vauloup, fille du négociant Michel Louis Vauloup, ancien officier devenu négociant, maire de Chéméré et propriétaire du château de Pierre-Levée, et d'Aimée Allard. Ils seront les parents de Fernand Crouan et de Marie-Amélie Crouan (mariée au fils du général Pierre Bousquet et petit-fils du baron Antoine-Gabriel Christin).
Il est l'un des directeurs de la Caisse d'épargne de Nantes en 1850.

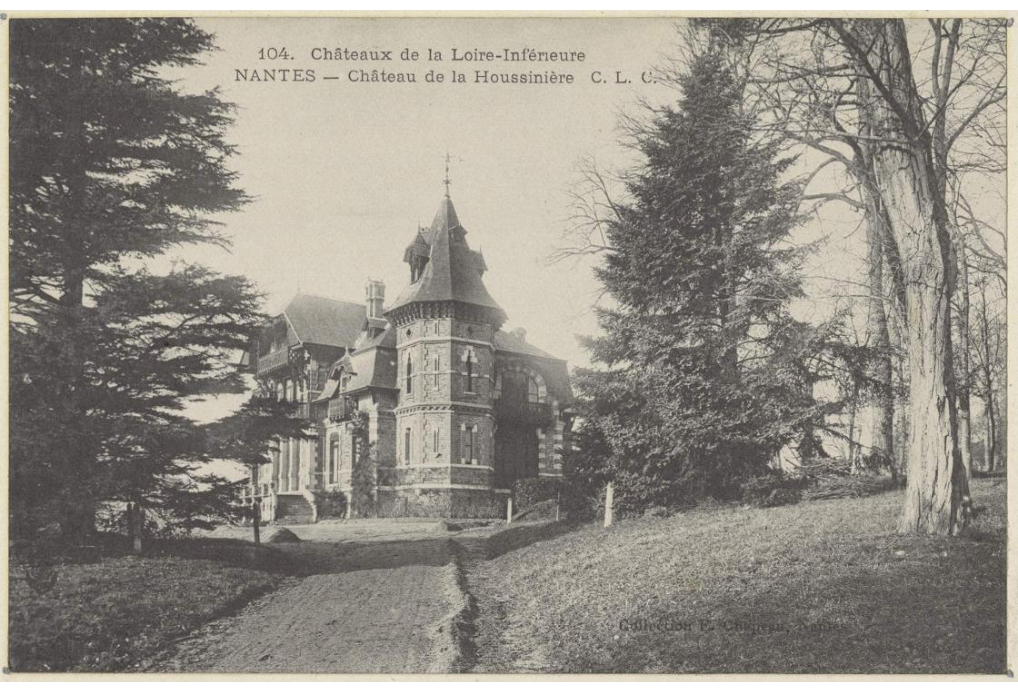
Le château de la Houssinière que Denis Crouan se fait construire au bord de l'Erdre à Nantes.

En 1867, il devient propriétaire du château de la Houssinière, au bord de l'Erdre à Nantes, et y fait construire l'actuel château. 
Il meurt multimillionnaire à Nantes le 27 novembre 1891.

## Hommages
Le trois-mâts « Denis-Crouan », construit dans les chantiers Dubigeon, fut baptisé en son honneur.

### Sources
- Jürgen Schneider, "Handel und Unternehmer im französischen Brasiliengeschäft 1815-1848: Versuch e. quantitativen Strukturanalyse", 1975
- Olivier Pétré-Grenouilleau, "L'argent de la traite: milieu négrier, capitalisme et développement : un modèle", 1996